# Ipomoea laxiflora
Ipomoea laxiflora är en vindeväxtart som beskrevs av Harsh Jeet Chowdhery och Debta. Ipomoea laxiflora ingår i släktet praktvindor, och familjen vindeväxter. Inga underarter finns listade i Catalogue of Life.